# Colagog
Un colagog és una substància que provoca l'evacuació de la bilis cap al duodè, especialment com a resultat de la contracció de la bufeta.